# Jean-Luc Lambourde
Jean-Luc Lambourde (ur. 10 kwietnia 1980) – gwadelupski piłkarz występujący na pozycji obrońcy. Zawodnik klubu Amical Club Marie Galante.

## Kariera klubowa
Jean-Luc Lambourde rozpoczął zawodową karierę w 2002 roku w czwartoligowym klubie CS Avion. W 2005 powrócił na Gwadelupę i został zawodnikiem Amical Club Marie Galante, w którym występuje do chwili obecnej. Z Amical Club zdobył Puchar Gwadelupy w 2006.

## Kariera reprezentacyjna
W reprezentacji Gwadelupy Lambourde zadebiutował w 2002. W 2007 po raz pierwszy uczestniczył w Złotym Pucharze CONCACAF. W turnieju na którym Gwadelupa wraz z Kanadą zajęła trzecie miejsce Lambourde wystąpił w trzech meczach z Kanadą, Hondurasem oraz Meksykiem.
W 2009 po raz drugi uczestniczył w Złotym Pucharze CONCACAF. Na turnieju wystąpił w dwóch meczach z Meksykiem i Kostaryką.
W 2011 po raz trzeci uczestniczył w Złotym Pucharze CONCACAF. Na turnieju wystąpił w dwóch meczach z Panamą i Kanadą (czerwona kartka).